# レターバス
レターバスとは、熊本県合志市が運行するコミュニティバスである。

## 概要
北ルート・中央ルート・南ルートの3系統からなる。

## 沿革
- 2009年9月 - 12月 - 合志市が新たな交通手段策定の一環として「環状バス」を試験運行[1]。
- 2010年10月 - 試験運行の結果を踏まえ、環状バスの愛称を「レターバス」と命名した上で、新型車両を導入し正式に運行開始[2]。
- 2011年7月1日 - ダイヤ改正。全便をゆめタウン光の森と周辺地区を経由するルートに変更[3][4]。
- 2012年7月1日 - ダイヤ改正。1日5便（土・日・祝日は1日4便）から1日6便（土・日・祝日は1日5便）へ変更[5]。
- 2020年10月1日 - ダイヤ改正。運行ルートを見直し、北ルート・中央ルート・南ルートの3系統になる。[6]

## 停車箇所

### 現行（2020年10月 - ）

#### 北ルート
■辻久保行・アンビー熊本（光の森駅）行とも平日1日8便・土日祝日は1日7便
【光の森駅 - ゆめタウン光の森（南館側） - 新山（マックスバリュー光の森店） - 沖野 - 杉並1丁目 - 杉並台団地 - 杉並台西 - JT前 - 】アンビー熊本 - 合志市役所（ヴィーブル） - 合志中前 - 竹迫下町 - 合志小前 - 原口公民館 - 原口 - 人権ふれあいセンター - 平島入口 - 平島 - 鹿水 - ひのくにふれあいセンター入口 - 栄温泉団地 - 辻久保
- 【】内停留所は辻久保行・アンビー熊本行とも第1便と第8便のみが停車（他はアンビー熊本始発着　辻久保行・アンビー熊本行とも土日祝日は第1便は運休）

#### 中央ルート
■アンビー熊本行・辻久保行とも1日5便（平日・土日祝日共通）
辻久保 - フレッシュ工房前 - 灰塚公民館前 - 灰塚 - 中尾公民館前 - 中央小前 - 野々島公民館前 - 北 - 本村毘沙門口 - 辻区ポンプ倉庫前 - 東区記念碑前 - 南野々島 - ユーパレス弁天 - 市営住宅入口 - 救世教前 - 御代志市民センター前 - ルーロ合志 - 御代志水源地 - 御代志 - 再春医療センター - 菊池恵楓園 - 楓の森小・中学校前 - 肥後銀行グラウンド前 - 笹原入口 - すずかけ台北 - 泉ヶ丘中央 - 泉ヶ丘団地 - 合志南小前 - 群 - JT前 - 合志市役所（ヴィーブル） - アンビー熊本

#### 南ルート
■アンビー熊本行・御代志行とも1日8便（平日・土日祝日共通）
御代志 - 御代志水源地 - ルーロ合志 - 御代志市民センター前 - 救世教前 - 市営住宅入口 - ユーパレス弁天 - 木原野公民館前 - ユトリック団地前 - 老人憩の家 - 松の本 - ハローデイ・ナフコ - 黒石原石油横 - 黒石下 - 黒石駅入口 - 黒石団地東 - みずき台 - 黒石原 - 笹原入口 - すずかけ台北 - すずかけ台 - すずかけ台中央通り - すずかけ台入口 - 泉ヶ丘市民センター前 - 元気の森公園入口 - 武蔵野台中央 - 南ヶ丘小前 - 永江団地入口 - 永江団地 - 新山（吉野家光の森店前） - ゆめタウン光の森 - JR光の森駅 - 新山（マックスバリュ光の森店前） - 沖野 - 杉並台1丁目 - 杉並台団地 - 杉並台西 - JT前 - 合志市役所（ヴィーブル） - アンビー熊本

### 過去（2012年7月 - 2020年9月 ）
左回り・右回りとも1日6便（土・日・祝日は1日5便）
左回り（右回りは左回りの逆廻り）
辻久保 - 九州ニット - 灰塚公民館前 - 中尾公民館前 - 中央小前 - 野々島公民館前 - 北 - 本村毘沙門口 - 辻区ポンプ倉庫前 - 東区記念碑前 - 市営住宅前 - ユーパレス弁天 - 救世教前 - 西合志庁舎前 - 御代志水源地 - 御代志駅 - 【再春荘病院前 - 熊本高専前 - 黒石 - 老人憩いの家 - 松の本 - ハローデイ・ナフコ - 黒石原石油横 - 黒石下】（※1） - 黒石市民センター前 - 黒石団地東 - みずき台 - 黒石原 - 笹原入口 - すずかけ台北 - すずかけ台 - すずかけ台中央通り - すずかけ台入口 - 泉ヶ丘市民センター前 - 元気の森公園入口 - 武蔵野台中央 - 南ヶ丘小前 - 永江団地入口 - 永江団地 - 新山（吉野家光の森店前） - ゆめタウン光の森 - JR光の森駅 - 新山（マックスバリュ光の森店前） - 沖野 - 杉並台1丁目 - 杉並台団地 - 杉並台西 - 【飯高山公園】（※2） - 日本たばこ前 - 合志庁舎（ヴィーブル） - 合志中前 - 竹迫下町 - 合志小前 - 原口公民館 - 原口 - 人権ふれあいセンター - 平島入口 - 平島 - 【みどり館】（※2） - 鹿水 - ひのくにふれあいセンター入口 - 栄温泉団地 - 辻久保
- 【】内停留所は右回り・左回りとも第1便のみ不停車＜土･日･祝日運休＞
  - （※1）は左回りのみ通過
  - （※2）は左回り・右回りとも通過
- また、左回り第1便のみは御代志駅発となる。

### 過去（2010年10月 - 2011年6月）
左回り・右回りとも1日8便
左回り（右回りは左回りの逆廻り）
辻久保 - 九州ニット - 灰塚公民館前 - 中尾公民館前 - 中央小前 - 野々島公民館前 - 北 - 本村毘沙門口 - 辻区ポンプ倉庫前 - 東区記念碑前 - 市営住宅前 - ユーパレス弁天 - 救世教前 - 西合志庁舎前 - 御代志水源地 - 御代志駅 - 【再春荘病院前 - 熊本高専前 - 黒石 - 老人憩いの家 - 松の本 - ハローデイ・ナフコ - 黒石原石油横 - 黒石下】（※1） - 黒石市民センター前 - 黒石団地東 - みずき台 - 黒石原 - 笹原入口 - すずかけ台北 - すずかけ台 - すずかけ台中央通り - すずかけ台入口 - 泉ヶ丘市民センター前 - 元気の森公園入口 - 武蔵野台中央 - 南ヶ丘小前 - 永江団地入口 - 永江団地 - 【ゆめタウン光の森 - JR光の森駅】（※2） - 沖野 - 杉並台1丁目 - 杉並台団地 - 杉並台西 - 【飯高山公園】（※3） - 日本たばこ前 - 合志庁舎（ヴィーブル） - 合志中前 - 竹迫下町 - 合志小前 - 原口公民館 - 原口 - 人権ふれあいセンター - 平島入口 - 平島 - 【みどり館】（※3） - 鹿水 - ひのくにふれあいセンター入口 - 栄温泉団地 - 辻久保
- 【】内停留所は右回り・左回りとも一部便は不停車
  - （※1）は左回り第1便・第2便ならびに右回り第2便は通過
  - （※2）は左回り・右回りとも第5便と第7便は通過
  - （※3）は左回り第2便と右回り第1便・第2便は通過
- 左回り第1便と第2便は御代志駅発。また、左回り第1便はJR光の森駅止め、右回り第1便はJR光の森駅始発だった。

### 試験運行時（2009年9月 - 同年12月）
左回り・右回りとも1日6便
左回り（右回りは左回りの逆廻り）
辻久保 - 九州ニット - 灰塚公民館前 - 中尾公民館前 - 中央小前 - 野々島公民館前 - 野々島 - 南野々島 - ユーパレス弁天 - 【救世教前 - 西合志庁舎前 - 御代志駅 - 再春荘前 - 再春荘病院 - 電波高専前】（※1） - 【木原野 - ユトリック団地 - 老人憩いの家】（※2） - 黒石市民センター - 団地東 - みずき台 - 黒石原 - 笹原入口 - すずかけ台北 - すずかけ台 - すずかけ台中央 - すずかけ入口 - 武蔵野台入口 - 武蔵野台 - 団地入口 - 永江団地 - 【JR光の森駅】（※3） - 永江公民館前 - 日本たばこ前 - 合志庁舎（ヴィーブル） - 合志中前 - 竹迫下町 - 合志小前 - 原口公民館 - 原口 -  平島 - 鹿水 - 栄団地 - 辻久保
- 【】内停留所は右回り・左回りとも一部便は不停車
  - （※1）は左回り・左回り共に第1便と第6便（土・日・祝日は第1便と第5便）は通過
  - （※2）は左回り・右回り共に第2便～第5便（土･日･祝日は第2便～第4便ならびに第6便）は通過
  - （※3）は左回り・右回りとも土･日･祝日のみ第2便・第4便・第6便が停車（平日は停車せず）

## 運行会社・運賃
- 運行は熊本電鉄バスに委託している。
- 運賃はどこまで乗っても中学生以上の大人150円（障害者は80円）、小学生以下の子供80円（同40円）均一である。
- 支払いは現金のほか、コミュニティバス回数券（乗合タクシーでも使える）、くまモンのIC CARD、クレジットカード等によるタッチ決済も使用可能。わくわく1dayパス（熊本県内板）は使用できない。
  - また、レターバスと乗合タクシー（旧・合志市内循環バス）との乗継においては、降車の際に乗務員に申し付けると乗継券が発行され、乗継先の便（乗合タクシーの5路線（かつての循環バスA～Eコース））の運賃が無料となる。さらに、65歳以上または身障者手帳を持参の市民においては弁天カード（コミュニティバス定期券）も使用可能。

## 車両
■北ルート
- 日野・ポンチョ（黄緑&黄色）

■中央ルート
- 日野・リエッセ（水色&白）　※元合志市内循環バス専用車から転用（前扉仕様）
- 三菱・エアロミディME（同色）　　※元京成バスからの移籍車

■南ルート
- 日野・ポンチョ（オレンジ&黄色）
- 三菱・エアロミディ（同色）　　※元熊本都心部循環バス→元藤崎宮環状線（まちめぐりん）→元東バイパスライナー専用車で、レターバス予備車的扱い

車体は、全ルートともそれぞれ2色を基調としたカラーに、メッセージを書き込んだデザインとなっている。
車体に書き込まれた文字には、沿道の住民やバス停で待つ利用者、あるいは自動車の運転手に対するメッセージであるとされ、いわゆる「バスレター（手紙）」がコンセプトとなっており、これが当コミュニティバスの愛称である「レターバス」の元となった。
なお、デザインについては、本格運行を前に車両導入の段階において合志市と崇城大学芸術学部デザイン学科との協働により、同学科の学生がコンペ形式で提案し、市民参加の公開審査で決定したもの。